# 姚庸
姚庸（?—?），元朝大臣，元惠宗时中书左丞。
泰定四年（1327年），担任提调国子监。元文宗至顺元年（1330年），担任中书参知政事，元惠宗即位，担任枢密副使。至正二年（1342年），知经筵事，授为集贤大学士。至正四年（1344年）三月，升任中书左丞，九月，罢为翰林承旨。